# Гран-Пара-Мараньян
Гран-Пара-Мараньян (иногда просто Гран-Пара; порт. Grão-Pará) — одно из двух португальских капитанств в северной, экваториальной части колониальной Бразилии, далее одна из провинций Бразильской империи. В федеральной Бразилии была окончательно разделена на несколько штатов, крупнейших из которых — Амазонас со столицей в Манаусе.

## История
11 марта 1535 года португальские власти сформировали капитанство Мараньян, столицей которого 13 июня 1621 года стал город Сан-Луис. Другим капитанством стала собственно Бразилия. Административно-территориальное деление Бразилии претерпевало в период португальского правления постоянные изменения. В 1646 году территория Сеара была передана созданному капитанству Пернамбуку. В 1718 году провинция Пиауи отделилась от Гран-Пара. В 1737 года название капитанства (ставшего штатом) было изменено на Гран-Пара и Мараньян. В ходе реформ маркиза де Помбала Гран-Пара-Мараньян, некогда выделенная в отдельную административную единицу, вновь была включена в состав вице-королевства Бразилия. 3 марта 1755 года из территории Гран-Пара было выделено капитанство Риу-Негру, которое 20 июля 1772 года стало отдельным штатом, третьим португальским штатом в Южной Америке. 7 сентября 1822 года статус капитанства заменён на провинции, в 1823 году независимая Бразильская империя со столицей в Рио-де-Жанейро взяла территорию под свой контроль, фактически превратив её в свой сырьевой придаток, своего рода внутреннюю колонию, что вызвало крайнее недовольство местного населения, в особенности бедняков смешанного происхождения. В ходе гражданской войны Кабанажен между центральными властями на юге страны и местными повстанцами погибло от 30 до 50 тыс. чел. (около 40 % населения региона). В 1833 году в Гран-Паре насчитывалось 119 877 жителей, из которых 32 751 составляли индейцы (27,3 %) и 29 977 — чёрные рабы (25,0 %), пардо (смешанные) — 42 000 чел (35,0 %). Белых насчитывалось всего 15 000 (12,5 %), более половины из них составляли португальцы. После войны, 5 сентября 1850 года провинция Гран-Пара была разделена на провинции Пара и Амазонас